# Eberhard Rondholz
Eberhard Rondholz (* 1938) ist ein deutscher Historiker, Journalist und Autor.
Rondholz studierte Geschichte, Politische Wissenschaft und Neugriechische Philologie an der Rheinischen Friedrich-Wilhelms-Universität Bonn, der Universität zu Köln und der Nationalen und Kapodistrias-Universität Athen. Von 1973 bis 2000 wirkte er als Rundfunkredakteur beim Westdeutschen Rundfunk Köln. Hier fand er unter anderem als Redakteur und Moderator der Sendung Kritisches Tagebuch Aufmerksamkeit. Viele seiner Rundfunk- und Fernsehfeatures sowie Beiträge in Zeitungen und Zeitschriften widmen sich Griechenland. Rondholz wurde 2009 mit dem Ehrenring der Vereinigung der Deutsch-Griechischen Gesellschaften ausgezeichnet für seine „schwerpunktmäßige journalistische Auseinandersetzung mit Politik, Geschichte, Kultur und Literatur Griechenlands und seinen Beitrag zu einem differenzierten Griechenland-Bild.“

## Publikationen (Auswahl)
- „Schärfste Maßnahmen gegen die Banden sind notwendig ...“ – Partisanenbekämpfung und Kriegsverbrechen in Griechenland. Aspekte der deutschen Okkupationspolitik 1941–1944. In: Ahlrich Meyer (Hrsg.): Repression und Kriegsverbrechen. Die Bekämpfung von Widerstands- und Partisanenbewegungen gegen die deutsche Besatzung in West- und Südeuropa. Verlag der Buchläden Schwarze Risse, Rote Strasse, Berlin 1997. ISBN 3-924737-41-X. S. 130–170.
- Rechtfindung oder Täterschutz? Die deutsche Justiz und die „Bewältigung“ des Besatzungsterrors in Griechenland. In: Loukia Droulia, Hagen Fleischer (Hrsg.): Von Lidice bis Kalavryta. Widerstand und Besatzungsterror. Studien zur Repressalienpraxis im Zweiten Weltkrieg. (Nationalsozialistische Besatzungspolitik in Europa 1939–1945, Band 8). Berlin 1999
- Kalavryta 1943. In: Gerd R. Ueberschär (Hrsg.): Orte des Grauens. Verbrechen im Zweiten Weltkrieg. Primus, Darmstadt 2003, ISBN 3-89678-232-0, S. 60–70.
- Griechenland: Ein Länderporträt. Ch. Links Verlag, Berlin 2011, ISBN 9783862841196.

| Personendaten    | Personendaten                              |
| ---------------- | ------------------------------------------ |
| NAME             | Rondholz, Eberhard                         |
| KURZBESCHREIBUNG | deutscher Historiker, Journalist und Autor |
| GEBURTSDATUM     | 1938                                       |